# کلسو، اسکاتیش بوردرز
کلسو (به انگلیسی: Kelso) یک شهرک در اسکاتلند است که در اسکاتیش بوردرز  واقع شده‌است.
کلسو ۵٬۶۳۹ نفر جمعیت دارد و پل مشهور این شهر را همان کسی ساخته‌است که بعدها پل لندن را هم ساخت.

## خواهرخوانده
شهرهای کلسو، واشینگتن و Orchies خواهرخوانده‌های کلسو در اسکاتلند هستند.